# Tibor Mende
Tibor Mende, né à Budapest le 14 octobre 1915 et mort à Montréal (Canada) le 1er mai 1984, est un journaliste et essayiste français d'origine hongroise, spécialiste du tiers monde.
Il est notamment connu pour sa critique de l'aide au développement.

## Ouvrages
- La Révolte de l'Asie, traduit de l'anglais par Jeanne N. Mathieu, Presses universitaires de France, 1951
- L'Inde devant l'orage, traduit de l'anglais par Jeanne N. Mathieu, Le Seuil, 1954
- Aux pays de la mousson, Seuil, 1954
- Regards sur l'histoire de demain, traduit de l'anglais par Mario Lévi, Paris, Le Seuil, 1954
- L'Amérique latine entre en scène, traduit de l'anglais par Jeanne N. Mathieu, Le Seuil, 1956
- Conversations avec Nehru, 1956
- Entre la peur et l'espoir, réflexions sur l'histoire d'aujourd'hui, traduit de l'anglais par René Guyonnet, Le Seuil, 1958
- La Chine et son ombre, traduit de l'anglais par Magdeleine Paz, Le Seuil, 1960
- Des mandarins à Mao, prélude au communisme, 1895-1949, traduit de l'anglais (The Chinese Revolution) par Danièle Riès-Nadaud, Le Seuil, 1962
- Un monde possible, traduit de l'anglais par Magdeleine Paz, Le Seuil, 1963
- De l'aide à la recolonisation: les leçons d'un échec, Le Seuil, 1972
- Soleils levants : le Japon et la Chine, Le Seuil, 1975
- Fourmis et poissons : carnets de route, Le Seuil, 1979  (ISBN 2-02-005276-8)